# オリンパス OM30

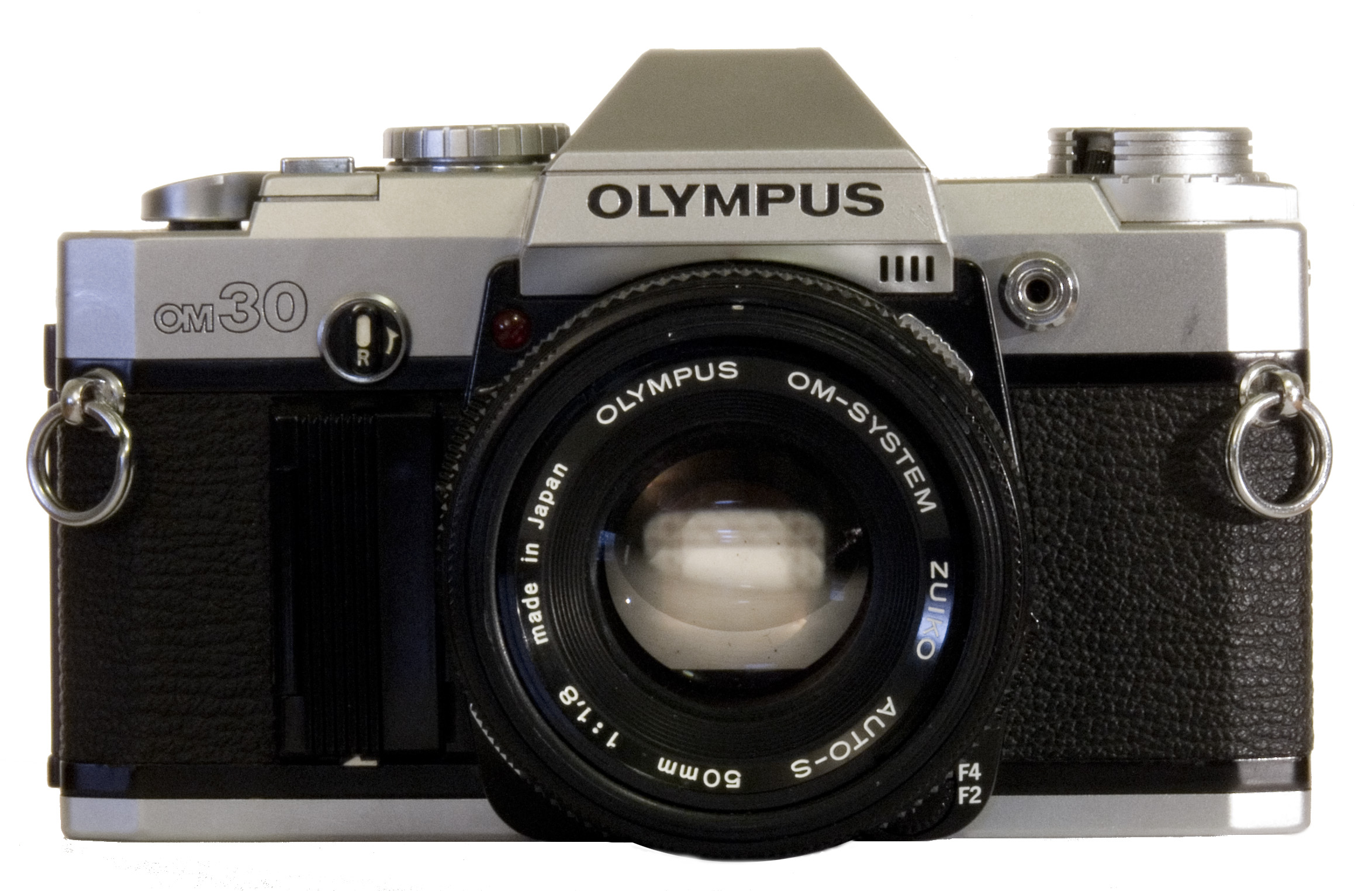
オリンパス OM30（正面）

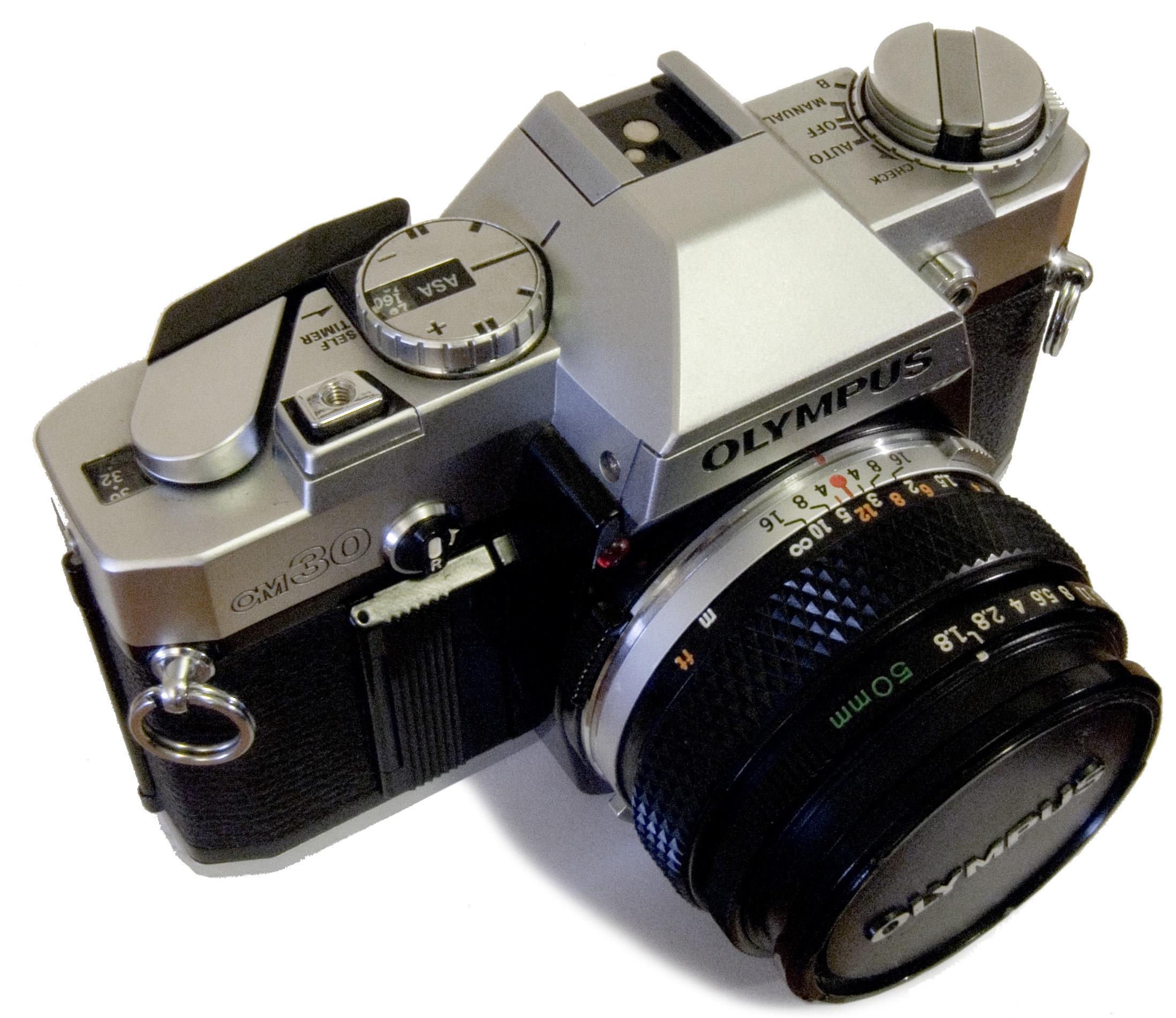
オリンパス OM30

オリンパス OM30（Olympus OM30 ）は、1982年（北米では1983年）にオリンパス（映像事業部。現・OMデジタルソリューションズ）から発売されたOMシステムの一眼レフカメラである。

## 概要
1982年11月発売。米国ハネウエル社が開発した電子ピント検出機構を搭載したオリンパス初のカメラ。それまでのOMシリーズで発売されたすべてのレンズで、フォーカスエイド機能が働く。別売りの「インフォーカストリガー」を使用した場合にピントが合うとシャッターが切れる。又、ズイコー オートズーム 35-70mm F4 AFと組み合わせるとオートフォーカスとなった。

## 仕様
- 型式:35mmフォーカルプレーン自動露出制御電子シャッター式一眼レフカメラ
- 大きさ:135mmx84mmx50mm
- 画面サイズ:24mmx36mm
- 重さ:430g
- 感度連動範囲: ISO25-ISO1600
- マウント:オリンパスOMマウント
- フィルム巻上げ:レバー式
- フィルム巻き戻し:クランク式
- シャッター形式:電子制御式フォーカルプレーン
- シャッタースピード:B1-1/1000秒